# Eva Joly
Eva Joly, nata Gro Eva Farseth (Oslo, 5 dicembre 1943), è una magistrata e politica norvegese naturalizzata francese, esponente di Europa Ecologia I Verdi.

## Biografia
All'età di 20 anni si è trasferita a Parigi come ragazza alla pari nella famiglia Joly.
Successivamente ne sposerà il figlio e verrà conosciuta in Francia ed all'estero col nome Eva Joly, di più facile pronuncia in francese.
Mentre svolge svariati lavori studia ed ottiene una laurea in legge ed un diploma universitario in scienze politiche. 

## Carriera da magistrato
Nel 1981, all'età di 38 anni, passa il concorso della scuola nazionale di magistratura e viene nominata sostituto procuratore ad Orléans. Diviene famosa per il suo impegno contro la corruzione. Il processo più eclatante di cui si è occupata coinvolse l'azienda petrolifera francese di prim'ordine Elf Aquitaine. Si tratta di un'inchiesta pluridecennale nota come "'affaire Elf'". Per il suo straordinario impegno in questa inchiesta ha ricevuto nel 2001 un premio per l'integrità dalla ONG Transparency International. Nel 2003 è, insieme ad Antonio Di Pietro, tra gli autori della Dichiarazione di Parigi.
Successivamente all'affaire Elf lascia la Francia con la seguente dichiarazione: «J'ai quitté la France. Je suis partie parce que je ne voulais laisser à personne les moyens et le temps de se venger» («Ho lasciato la Francia. Sono partita perché non intendevo lasciare a nessuno i mezzi ed i tempi per vendicarsi») e trova impiego in Norvegia in un progetto anti-corruzione.
Un suo altro importante contributo alla giustizia è il ruolo ricoperto nell'inchiesta islandese sulla crisi finanziaria in cui Eva prende parte come consigliere speciale sui possibili crimini finanziari che hanno aggravato la situazione islandese.

## Carriera politica
Eva si avvicina alla politica francese tra il 2007 ed il 2008 e viene eletta il 7 giugno 2009 deputata del Parlamento Europeo con la lista Europa Ecologia (che ottiene il 20,86% dei voti). È stata candidata in occasione delle elezioni presidenziali in Francia del 2012 ottenendo il 2,2% dei voti e posizionandosi al 6º posto tra i vari candidati col partito Europa Ecologia I Verdi. La sera stessa del primo turno di tali elezioni, Eva appoggia il candidato socialista François Hollande.
Nel giugno 2012 viene incaricata dall'ONU di una missione anti-corruzione in Afghanistan.